# Савоч (Колорадо)
Савоч (енгл. Saguache) град је у америчкој савезној држави Колорадо.

## Демографија
По попису из 2010. године број становника је 485, што је 93 (-16,1%) становника мање него 2000. године.
| Група             | 2000.       | 2010.       |
| Белци             | 356 (61,6%) | 285 (58,8%) |
| Афроамериканци    | 0 (0,0%)    | 3 (0,6%)    |
| Азијати           | 1 (0,2%)    | 3 (0,6%)    |
| Хиспаноамериканци | 199 (34,4%) | 181 (37,3%) |
| Укупно            | 578         | 485         |